# Medalla Rodło

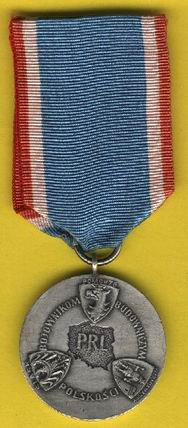
Reverso de la Medalla

Medalla Rodło (en polaco: medal Rodła); es una condecoración civil polaca establecida por Decreto de la Dieta (parlamento) de la República Popular de Polonia del 18 de abril de 1985 para conmemorar el cuadragésimo aniversario de la victoria sobre la Alemania nazi, así como la anexión de las tierras polacas originales a Polonia en 1945: Pomeria, Silesia, Varmia y Masuria. El nombre de la medalla está asociado con rodl, el símbolo oficial de la Unión de Polacos en Alemania desde 1932.
Desde la fecha de su creación, hasta finales de 1990, se otorgaron un total de 9801 medallas.
La insignia fue diseñada por el escultor y medallista polaco Edward Gorol, autor de otras muchas medallas.

## Historia
La Medalla Rodło fue establecida por la Ley del 18 de abril de 1985 «con motivo del 40 aniversario de la victoria sobre el fascismo nazi y el regreso a la Patria de los antiguos territorios piast del norte y oeste, y para honrar a las personas cuyas actividades y perseverancia contribuyó a la supervivencia de la conciencia nacional y la cultura polaca entre los polacos que vivían en el territorio del antiguo estado alemán y la antigua Ciudad Libre de Gdańsk, así como por la integración de estas tierras a la Patria».
La medalla se otorgó en reconocimiento a los servicios para la preservación de la conciencia nacional y la cultura polaca entre los polacos que vivían en áreas pertenecientes a Alemania o la ciudad libre de Danzig (actual Gdańsk), antes de la Segunda Guerra Mundial, en la lucha por los derechos de los polacos en estas áreas, así como en las actividades de reconstrucción e integración de estas tierras con Polonia después de su recuperación.

## Estatuto
La medalla era otorgada a exmiembros de la Unión de Polacos en Alemania y en la ciudad libre de Danzig, así como a otras asociaciones y organizaciones que llevaron a cabo actividades sociopolíticas, económicas, culturales y de otro tipo en beneficio de la población polaca que vive en estas áreas antes de unirse a Polonia en los territorios occidentales y septentrionales. La medalla también fue otorgada a personas de especial mérito en la reconstrucción e integración de la posguerra con el resto del país en los Territorios Recuperados. En casos especiales, la medalla también podía otorgarse póstumamente.
El organismo encargado de otorgar la medalla era el Consejo Estatal Nacional (Krajowa Rada Narodowa), a partir del 8 de abril de 1989, los poderes del Consejo de Estado, también en el ámbito de la concesión de condecoraciones, fueron asignados al Presidente de la República Popular de Polonia, y desde el 1 de enero de 1990 al Presidente de la República de Polonia. El 23 de diciembre de 1992 expiró la Ley de creación de la Medalla Rodła y su concesión
La medalla se lleva en el lado izquierdo del pecho y, en presencia de otras órdenes y medallas de Polonia, se coloca inmediatamente después de la Medalla de la Victoria y la Libertad 1945. Si se usa en presencia de órdenes o medallas de la actual República de Polonia, estas últimas tienen prioridad.

## Descripción
La Medalla Rodło, es una medalla circular de tombac (una aleación de cobre y zinc, con un contenido del 10 al 20% de este último metal), oxidado bañado en plata de 38 mm de diámetro, con un  borde elevado por ambos lados.
En el anverso de la medalla hay una imagen de una rodla, el símbolo de la Unión de Polacos en Alemania, desarrollado en 1932, que representa el curso del Vístula con Cracovia marcado en él. Sobre la insignia en su parte central hay una imagen en relieve del águila Piast de Enrique IV de Silesia. El águila simboliza la dominación de los piastas en Silesia y la "identidad polaca" de estas tierras. A lo largo del borde de la medalla a la izquierda y a la derecha en letras en relieve en un arco, la primera línea de la canción patriótica polaca Rota (juramento) con los versos de la poetisa polaca Maria Konopnickaː «NIE RZUCIM ZIEMI», «SKĄD NASZ RÓD», «NO ABANDONAREMOS LA TIERRA», «DE LA QUE VENIMOS». Hay cuatro marcas arqueadas convexas en las partes superior e inferior de la medalla. La superficie del anverso de la medalla es granular.
En el reverso, en un receso, repitiendo los contornos del mapa de Polonia, aparece la inscripción: «PRL» (República Popular de Polonia). En tres lados del mapa están representados los antiguos escudos de armas de las tierras históricas polacas, anexadas a Polonia en 1945: «POMORZE, WARMIA i MAZURY, ŚLĄSK» (a las 12, 4 y 8 en punto, respectivamente). Entre los escudos de armas hay una inscripción alrededor de la circunferencia: «BOJOWNIKOM: BUDOWNICZYM: POLSKOSCI» (A los luchadores y constructores del espíritu polaco). El reverso de la medalla es mate liso. La superficie del mapa es granular, las inscripciones son convexas, las imágenes están grabadas en relieve.
En la parte superior de la medalla hay un ojal con un anillo para sujetarlo a la cinta. La cinta de la medalla es de muaré de seda turquesa, enmarcada en ambos lados con franjas longitudinales blancas y rojas (franja exterior roja). Ancho de la banda 40 mm.